# 三六九小報
《三六九小報》是刊行於台灣日治時期1930年至1935年的一份漢文、台灣話文刊物。文字主要以漢文為主，文言和白話兼有。內容有詩歌和散文、小說，也有漫畫。專欄有「史遺」、「開心文苑」、「花叢小記」等。1975年成文出版社有全文複刻。是不涉及政治議題，純以休閒為取向的報紙。

## 命名
據該報〈發刊小言〉載，創辦乃成於談笑之間，每月逢3、6、9日出刊，一個月計出刊9次，故以「三六九」命名。「小報」則因台灣一地大報林立，議論堂皇，以「小」為標榜，乃致力託意於詼諧語中，寄諷刺於荒唐言外。

## 沿革
該報於日本昭和五年（1930年）9月9日，台南南社與春鶯吟社的成員創辦《三六九小報》，由趙雅福擔任編輯發行人。昭和十年（1935年）9月6日，《三六九小報》停刊。發行5年間，共計479號。而在這五年的期間裡該報曾有過兩次停刊。趙雅福在〈發刊小言〉及以後五年內報紙共65篇文章中使用一個他以前及以後都未使用過的筆名「刀水」，那是從他的號「劍泉」兩字的部首組合而成。（或說「刀水」為洪鐵濤之筆名）。

## 作家一覽
《三六九小報》的作者群是以臺南地區的傳統文人為主，編輯人員有：趙雅福、洪鐵濤、王開運、蔡培楚、趙鍾麒、譚康英、連橫、王炳南等。供稿人員有：鄭坤五、蕭永東、許丙丁、黃得眾、羅秀惠、劉魯、趙啟明等。另外，時常投稿的文人有：蘇東岳、吳萱草、林逢春、黃清淵等。

## 內容特色
以古典漢詩、文、小說為主，有「詩壇」、「黛山樵唱」、「古香雜拾」等專欄，內容為抒發情懷、詠物、記遊等。
另有〈東鱗西爪〉、〈海外零訊〉單元，報導國外消息，並有屬於運動、休閒、奇人異士、人情趣味等娛樂休閒新聞；還有飲食、笑話、小常識、小食譜等，刊登生活常識、消遣娛樂性質的短文。

## 作家與作品一覽[11]
| 序號 | 篇名             | 署名       | 作者   | 期數               | 分類                 |
| ---- | ---------------- | ---------- | ------ | ------------------ | -------------------- |
| 1    | 蝶夢痕           | 恤紅生     | 譚瑞貞 | 1－47（未完）      | 文言、長篇、言情     |
| 2    | 浪漫女           | 寒生       | 韓浩川 | 1－2               | 文言、短篇、社會     |
| 3    | 演說的秘訣       | 棄人大王   | 洪鐵濤 | 1－4               | 文言、社會           |
| 4    | 鬼話             | 龍虎山人   |        | 2                  | 文言、神怪           |
| 5    | 降魔杵           | 逸安       |        | 3－7               | 文言、短篇、警世     |
| 6    | 鬼語             | 鐵齒大王   |        | 4                  | 文言、神怪           |
| 7    | 命卜三秘訣       | 里頡生     |        | 5－6               | 文言、社會           |
| 8    | 香國落花記       | 寒生       | 韓浩川 | 6－12              | 文言、言情           |
| 9    | 棋賊             | 夢華       |        | 7、9、11           | 滑稽、文言、社會     |
| 10   | 疑心生鬼         | 野狐禪室主 | 洪鐵濤 | 8                  | 文言、社會           |
| 11   | 飛行大盜本事     |            |        | 8－9               | 文言、社會、電影本事 |
| 12   | 牛女警告         | 天仙       |        | 9                  | 文言、神怪           |
| 13   | 荒江女俠初集本事 |            |        | 10                 | 文言、武俠、電影本事 |
| 14   | 新西遊記補       | 鳥嘴       |        | 12                 | 白話、神怪           |
| 15   | 富人的生活本事   |            |        | 12、15             | 文言、社會、電影本事 |
| 16   | 鬼語             | 倩影       |        | 12                 | 文言、神怪           |
| 17   | 可憐的秋香       |            |        | 11、13             | 文言、社會、電影本事 |
| 18   | 陰鬼走無路       | 古圓       | 蕭永東 | 13                 | 文言、神怪、政治隱喻 |
| 19   | 戀愛從事中的狂程 | 蔡昇平     | 蔡昇平 | 13、17、18、19、21 | 白話、言情           |
| 20   | 嫖客三要素       | 棄人大王   | 洪鐵濤 | 14、17、18         | 白話、社會           |
|      |                  |            |        |                    |                      |

## 研究
單篇論文：
- 柳書琴，〈通俗作為一種位置：《三六九小報》與1930年代臺灣漢文讀書市場〉，《中外文學》第33卷第7期。[12]